# Ботаніха (присілок)
Бота́ніха (рос. Ботаниха) — присілок в Красногорському районі Удмуртії, Росія.

## Населення
Населення — 94 особи (2010; 142 в 2002).
Національний склад станом на 2002 рік:
- росіяни — 87 %